# Comuna Troșcea, Lîpoveț
Troșcea (în ucraineană Троща) este o comună în raionul Lîpoveț, regiunea Vinnița, Ucraina, formată din satele Hordiivka și Troșcea (reședința).

## Demografie
Componența lingvistică a satului Troșcea
     Ucraineană (98,39%)
     Rusă (1,41%)
Conform recensământului din 2001, majoritatea populației satului Troșcea era vorbitoare de ucraineană (98,39%), existând în minoritate și vorbitori de rusă (1,41%).